# Motiphie Meets E.via!
〈Motiphie Meets E.via!〉는 이비아(타이미)의 리믹스 형태의 첫 번째 디지털 싱글이다.

## 개요
- 본 싱글은 미니앨범 《E.Via a.k.a. Happy E.Vil》에서 방송심의 부적격 판정으로 논란이 된 〈Hey! (Original Ver.) (Feat. Double Trouble - Basick & Innovator)〉의 가사를 재수정해서 발매한 싱글이다.
- 수록곡 중에서 〈Hey! (JinKoon Edition)〉와 〈오빠 나 해도돼? (S2X Edition)〉, 〈Hey (TV Edition)〉은 미성년자는 다운로드 할 수 없다.

## 수록곡
1. Intro
2. 미칠때까지 (Feat. YEYO)
  - 작사 · 편곡: 김원종, 작곡: 예요, 이비아
3. Hey! (JinKoon Edition)
4. 오빠 나 해도돼? (S2X Edition)
5. Hey! (TV Edition)
  - 작사 · 편곡: 김원종, 작곡: 김원종, 이비아